# Épopée de la guerre d'indépendance
Épopée de la guerre d'indépendance (Kurtuluş Savaşı Destanı) est une épopée en vers de l'écrivain turc Nâzım Hikmet, écrite à Istanbul, dans la prison de Çankırı et la prison de Bursa, entre 1938 et 1950.

## Sujet
L'épopée en vers rappelle le combat pour l'indépendance turque en 1918-1919 sur l'ensemble du territoire, le congrès d'Erzurum qui choisit Mustafa Kemal Atatürk pour président. Elle évoque aussi la figure du paysan qui cultive sa terre, et celle des femmes qui marchent en temps de guerre. Elle rappelle aussi l'incendie de Smyrne en septembre 1922.

## Publication
Le long poème, en plusieurs parties nommées « livres », paraît en 1965 sous le titre Kurtuluş Savaşı Destanı. Il reparaît en 1968 sous le titre Kuvâyi Milliye/Destan (épopée de la guerre de libération). Depuis 1976, il paraît sous son premier titre.
Il est traduit en français dans le recueil Paysages humains chez Maspero en 1973.